# Arroyo de Limón, Veracruz
Arroyo de Limón är en ort i Mexiko.   Den ligger i kommunen San Andrés Tuxtla och delstaten Veracruz, i den sydöstra delen av landet, 400 km öster om huvudstaden Mexico City. Arroyo de Limón ligger 407 meter över havet och antalet invånare är 215.
Terrängen runt Arroyo de Limón är kuperad åt nordväst, men åt sydost är den platt. Runt Arroyo de Limón är det ganska tätbefolkat, med 139 invånare per kvadratkilometer. Närmaste större samhälle är San Andres Tuxtla, 4,2 km öster om Arroyo de Limón. Omgivningarna runt Arroyo de Limón är en mosaik av jordbruksmark och naturlig växtlighet.